# Aedes atactavittatus
Aedes atactavittatus är en tvåvingeart som beskrevs av Arnell 1976. Aedes atactavittatus ingår i släktet Aedes och familjen stickmyggor. Inga underarter finns listade i Catalogue of Life.